# Tadeu Schmidt
Emanuel Tadeu Bezerra Schmidt (Natal, 18 de julho de 1974) é um jornalista e apresentador brasileiro.
É irmão do ex-jogador de basquete Oscar Schmidt, e tio do jogador de vôlei de praia e campeão olímpico Bruno Schmidt. Desde 2022 apresenta o reality show Big Brother Brasil.

## Carreira
Tadeu Schmidt começou sua carreira em 1994 na TV Nacional de Brasília. Em 1997, se tornou repórter esportivo da TV Globo Brasília no DFTV. Em 2000, foi transferido para a matriz no Rio de Janeiro e passou a integrar a equipe do Esporte Espetacular e Globo Esporte. Nos anos seguintes, participou de coberturas importantes, como a da Fórmula 1 e da Copa do Mundo FIFA de 2006. Em 2005, tornou-se apresentador do bloco de esportes do Bom Dia Brasil.
Em 2007, foi transferido para o bloco de esportes do Fantástico, onde criou um novo formato para a apresentação dos gols da rodada no domingo, diferente da formalidade imposta até então, passando a fazer comentários bem humorados e conversando diretamente com o público informalmente. Além disso, ele foi responsável pela criação dos "Cavalinhos do Fantástico", bonecos de manipulação que comentam os jogos com ele, além do quadro onde caso um jogador marcasse três gols em uma única partida, poderia pedir uma música para tocar em seu vídeo. No mesmo ano também, se tornou apresentador do Espaço Aberto, da Globo News. Foi um dos âncoras da cobertura da emissora nos Jogos Olímpicos de Pequim. Em 2008, o programa inovou com o bloco Detetive Virtual, do qual foi apresentador por quase 13 anos. O bloco se caracteriza por revelar se o conteúdo apresentado pelos internautas de todo o mundo é verdade ou mentira.
Em 2011, ganhou o prêmio de Melhor Jornalista Esportivo de Televisão do Comunique-se. Em 2013, assumiu a apresentação geral do Fantástico.
Deixou o Fantástico no dia 14 de novembro de 2021, dando lugar à jornalista Maju Coutinho e ao comentarista Alex Escobar. Em janeiro de 2022, foi surpreendido ao ser convidado para apresentar o Big Brother Brasil 22, substituindo Tiago Leifert. Também passou a substituir Leifert no talent show The Voice Brasil.

### Prêmios
| Ano  | Prêmio              | Categoria                  | Resultado | Ref.                      |
| ---- | ------------------- | -------------------------- | --------- | ------------------------- |
| 2009 | Prêmio Comunique-Se | Esportes: Mídia Eletrônica | Venceu    |                           |
| 2011 | Prêmio Comunique-Se | Esportes: Mídia Eletrônica | Venceu    | [ 1 ] [ 15 ] [ 3 ] [ 16 ] |

## Vida pessoal
Schmidt possui ascendência alemã. É irmão do ex-jogador de basquete Oscar Schmidt.

## Filmografia
| Ano           | Título              | Função       | Notas                      | Emissora          |
| ------------- | ------------------- | ------------ | -------------------------- | ----------------- |
| 1994–1996     | Hora do Esporte     | Repórter     |                            | TV Nacional       |
| 1997–2000     | DFTV                | Repórter     |                            | TV Globo Brasília |
| 2000–2004     | Esporte Espetacular | Repórter     |                            | TV Globo          |
| 2000–2004     | Globo Esporte       | Repórter     |                            | TV Globo          |
| 2005–2007     | Bom Dia Brasil      | Colunista    |                            | TV Globo          |
| 2007–2009     | Espaço Aberto       | Apresentador |                            | GloboNews         |
| 2007–2013     | Fantástico          | Colunista    | Bloco de esportes          | TV Globo          |
| 2013–2021     | Fantástico          | Apresentador |                            | TV Globo          |
| 2022–presente | Big Brother Brasil  | Apresentador |                            | TV Globo          |
| 2022          | Criança Esperança   | Apresentador |                            | TV Globo          |
| 2022          | Cara e Coragem      | Ele mesmo    | Episódio: "22 de dezembro" | TV Globo          |
| 2024          | Central Olímpica    | Apresentador |                            | TV Globo          |
| 2025          | BBB: O Documentário | Entrevistado |                            | TV Globo          |